# Pechiney
Pechiney SA fue una importante empresa alumínica francesa. La compañía fue adquirida en 2003 por Alcan Corporation, con sede en Canadá. En 2007, Alcan Corp. se convirtió en Rio Tinto Alcan. Antes de su adquisición, Pechiney había crecido hasta convertirse en el cuarto mayor productor y desarrollador de productos de aluminio, dando empleo a más de 34.000 personas y operando en 320 fábricas en más de 50 países. El grupo operaba en todas las facetas de la industria del aluminio, desde la extracción de la bauxita hasta el desarrollo de aplicaciones sofisticadas de productos metálicos, además del comercio internacional de materias primas y del corretaje de metales en la Bolsa de Metales de Londres (LME). Pechiney obtuvo el reconocimiento mundial por el uso de la tecnología de la electrólisis y fue líder en embalaje y aplicaciones aeroespaciales.

## Historia
La historia de Pechiney arranca en 1855. Ese año fue fundada por Henri Merle para producir soda cáustica en manufactura en las instalaciones de Salindres. Se fundó con el nombre de Compagnie des Produits Chimiques Henri Merle y la empresa cambió su nombre en 1897 a Société des Produits Chimiques d'Alais et de la Camarga.
La compañía comenzó la producción de aluminio metálico en 1860 bajo un proceso químico basado en el estudio de Henri Étienne Sainte-Claire Deville en 1854. Se le concedió un monopolio de 30 años por parte del Gobierno francés. Durante Primera Guerra Mundial (1914-18) Tréfileries et Laminoirs du Havre (TLH) mostró gran interés por la Société d'Alais et de la Camarga. Esta empresa acabaría por tomar el control, a la vez que hizo lo mismo con la Société électrométallurgique de Froges en 1919 para convertirse en la Compagnie des produits chimiques et électrométallurgiques d'Alais, Froges et Camarga. Hippolyte Bouchayer representó a TLH en Pechiney.
Pechiney había desarrollado una importante presencia en Europa en la década de 1930 y la primera prospección en el mercado estadounidense, en 1911, antes de adquirir una fuerte presencia en la década de 1960. En el 1954, Pechiney llega hasta África y, posteriormente, se desarrolló una presencia en Australia, América Latina, Grecia y Asia.
El nombre de la empresa pasó a ser Pechiney en 1948, tras el paso por ella de un influyente director gerente, A. R. Pechiney. En 1962 TLH se fusionó con la Compagnie française des métaux y se convirtió en Tréfimétaux. En 1967 Tréfimétaux fue adquirida por Pechiney y se convirtió en la división de cobre de ese grupo, aportando el 8% del total del grupo.

### Brandeis Brokers
Brandeis Ltd era una compañía subsidiaria de Pechiney que operó entre 1981 y 2000 en la Bolsa de Metales de Londres. En 2000, el regulador, la FSA le prohibió el comercio. Brandeis Ltd. era una compañía histórica británica y fue miembro fundador de la Bolsa de Metales de Londres en 1877. En 2000, Standard Bank de Londres compró las cuentas de clientes y las posiciones comerciales de la compañía.